# WWE Velocity
WWE Velocity was een professionele worsteltelevisieprogramma, dat geproduceerd werd door World Wrestling Entertainment (WWE). Dit televisieprogramma verving de twee gerelateerde WWE-shows, Jakked en Metal, en werd wekelijks uitgezonden op zaterdagavonden op Spike TV.

## Presentatoren

### Commentatoren
| Commentator(en)               | Data                          |
| ----------------------------- | ----------------------------- |
| Michael Cole                  | 2002 (afgewisseld)            |
| Tazz                          | 2002 (afgewisseld)            |
| Josh Mathews                  | 2002 (afgewisseld)            |
| Marc Loyd                     | 2002 (afgewisseld)            |
| Al Snow                       | 2002 (afgewisseld)            |
| Josh Mathews en Ernest Miller | 2003                          |
| Josh Mathews en Tazz          | juli 2003                     |
| Josh Mathews en Bill DeMott   | november 2003 - december 2004 |
| Steve Romero en Josh Mathews  | december 2004 - 11 juni 2006  |

### Ringaankondigers
| Ringaankondiger | Data                |
| --------------- | ------------------- |
| Howard Finkel   | 2002                |
| Lilian Garcia   | 2003                |
| Justin Roberts  | 2004                |
| Tony Chimel     | 2005 - 11 juni 2006 |